# Kid Cudi
Kid Cudi, właśc. Scott Ramon Seguro Mescudi (ur. 30 stycznia 1984 w Cleveland) – amerykański raper, wokalista, producent muzyczny i aktor. Popularność zdobył wraz z premierą jego debiutanckiego mixtape'u A Kid Named Cudi w 2008 roku. Od tego czasu wydał sześć solowych albumów studyjnych i współpracował z takimi artystami, jak m.in.: Kanye West, Travis Scott, Jay-Z, Common, David Guetta, Rihanna i Eminem.

## Wczesne życie
Kid Cudi urodził się w Cleveland, w stanie Ohio i dorastał w Shaker Heights oraz Solon. Jego ojciec – malarz domowy, nauczyciel i weteran sił powietrznych z okresu II wojny światowej – miał pochodzenie meksykańsko–indiańskie, natomiast jego matka – nauczycielka śpiewu w szkole Roxboro Middle School w Cleveland Heights – była Afroamerykanką. Ma dwóch starszych braci - Domingo i  Deana, oraz starsza siostrę Maishę. Ojciec Cudiego zmarł na raka, gdy ten miał jedenaście lat; jego śmierć miała silny wpływ na kształtowanie osobowości Mescudiego i jego późniejszą twórczość.
Cudi przez dwa lata uczęszczał do Shaker Heights High School, aby później przenieść się do Solon High School, gdzie zdał egzamin GED. Po ukończeniu szkoły średniej Mescudi rozpoczął studia na University of Toledo na kierunku filmowym, jednak po roku nauki porzucił dalszą edukację. Jego plan wstąpienia do Amerykańskiej Marynarki Wojennej nie udał się ze względu na swoje akta policyjne. Cudi twierdzi, że jego kartoteka policyjna powstała w wyniku aresztowania go za napaść, kiedy miał 16 lat. Twierdzi, że był tylko niewinnym przechodniem.

## Kariera muzyczna
Cudi zaczął rapować pod koniec nauki w szkole średniej, w 2003, czerpiąc inspirację od grup tworzących alternatywny hip hop, takich jak The Pharcyde i A Tribe Called Quest. Z początku brał udział w wielu open-micach i bitwach freestyle'owych, żeby "poprawić" swoje rapowanie. Traktował to jako "trening". Z myślą o rozwoju kariery muzycznej, przeprowadził się do nowojorskiego Brooklynu.
W 2006 roku Cudi natknął się na swojego przyszłego mentora, rapera i producenta Kanye Westa, w sklepie Virgin Megastore. W wywiadzie dla SPIN z 2009 roku Cudi opowiadał: "Przeglądałem płyty CD, zobaczyłem błysk biżuterii Jesus piece w prawym kącie oka, spojrzałem w górę, a to był Kanye West". Cudi przedstawił się i zaproponował Westowi swoją muzykę. Kanye grzecznie odmówił, ale Cudi powiedział, że go to nie zniechęciło. "Powiedziałem: 'Pewnego dnia będziemy razem pracować'". Cudi spotkał Westa ponownie podczas pracy w sklepie BAPE w Nowym Jorku i wspominał: "Pamiętam, jak Kanye przyszedł kiedyś do sklepu, a ja pomagałem mu załatwić kilka spraw. Zapomniałem zdjąć czujnik z jednej z kurtek, którą kupił i musiałem wybiec ze sklepu, żeby go złapać, zanim wyjdzie. Całkiem zabawne, że goniłem za nim w SoHo". W lipcu 2008 roku ukazał się pierwszy mixtape Mescudiego, A Kid Named Cudi, stworzony we współpracy z marką odzieżową 10.Deep. Album dostępny był do darmowego pobrania w Internecie. Mixtape zwrócił uwagę Kanye Westa, co zaskutkowało tym, że jeszcze tego samego roku Cudi podpisał kontrakt z wytwórnią GOOD Music, należącą do Westa.

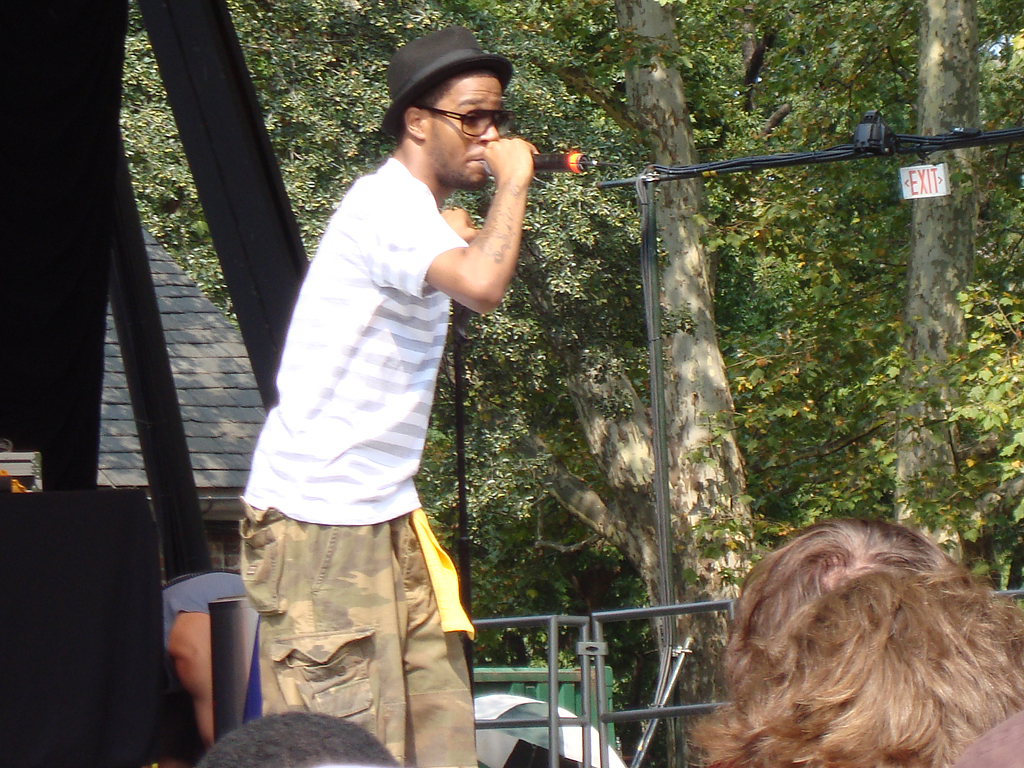
Kid Cudi występujący podczas SummerStage w Nowym Jorku, w 2008 roku

Kid Cudi pojawił się gościnnie na albumie 808s & Heartbreak (2008) Kanye Westa, wykonując razem z nim utwór „Welcome to Heartbreak”. Ponadto, miał swój wkład w tworzenie dwóch innych piosenek z tej płyty: „Heartless” i „Paranoid”. W konsekwencji, Cudi skupił na sobie uwagę mediów; został określony mianem artysty, którego twórczość należy obserwować przez magazyny Rolling Stone, Vibe, The Source i XXL. Z kolei BBC News umieścił Mescudiego w gronie najbardziej obiecujących młodych artystów 2009 roku.
Cudi dał swój pierwszy występ telewizyjny na gali MTV Video Music Awards w 2008 roku, podczas której zaśpiewał u boku Travisa Barkera oraz DJ–a AM. 17 lutego 2009 roku pojawił się w programie MTV Dogg After Dark, prowadzonym przez Snoop Dogga, w którym zaśpiewał „Day 'n' Nite”. Dwa dni później, wraz z Kanye Westem, był gościem programu BET 106 & Park, podczas którego odbyła się oficjalna premiera wideoklipu do „Day 'n' Nite”. 16 marca 2009 roku Kid Cudi wystąpił podczas koncertu specjalnego mtvU, a dzień później zaśpiewał trzy piosenki w programie Last Call with Carson Daly w telewizji NBC. W przeciągu kolejnych tygodni pełnił rolę muzycznego gościa w Late Show with David Letterman oraz Jimmy Kimmel Live!.
W 2009 roku Mescudi pojawił się cameo w wideoklipie Solange do piosenki „T.O.N.Y.”, a także w teledysku The Black Eyed Peas do utworu „I Gotta Feeling”. Poza tym znalazł się na okładkach dwóch magazynów: Complex (sierpień/wrzesień 2009) i URB (sierpień 2009). We wrześniu 2009 roku japońska firma odzieżowa A Bathing Ape wprowadziła na rynek koszulki projektu Cudiego.

### 2009–2020: seriaMan on the Moon
Debiutancki album Cudiego, Man on the Moon: The End of Day, ukazał się 15 września 2009 roku nakładem Universal Motown. W premierowym tygodniu płyta znalazła 104,419 nabywców w Stanach Zjednoczonych, dzięki czemu uplasowała się na 4. miejscu Billboard 200. Album promowały trzy single: „Day 'n' Nite”, „Make Her Say” (oryginalnie zatytułowany „I Poke Her Face”, samplujący piosenkę Lady Gagi „Poker Face”, i nagrany z udziałem Kanye Westa oraz Commona), a także „Pursuit of Happiness” (nagrany z udziałem MGMT i Ratatat). Man on the Moon: The End of Day uzyskał status złotej płyty według RIAA, rozchodząc się w ponad 500 tysiącach egzemplarzy na terenie Stanów Zjednoczonych. „Day 'n' Nite” i „Make Her Say” przyniosły Cudiemu trzy nominacje do nagród Grammy w 2010 roku.
Krótko po premierze debiutanckiego albumu Mescudi ujawnił na swoim blogu plany na przyszłość, zakładające współpracę z Chip tha Ripper, a następnie z duetem Ratatat. W międzyczasie Cudi pojawił się w utworze „Already Home” Jaya-Z, wydanym na albumie The Blueprint 3, a także w piosence „That Tree” Snoop Dogga z płyty More Malice.
Pierwotne plany artysty na kolejny album studyjny zakładały stworzenie wspólnej płyty, zatytułowanej Cudder and the Revolution of Evolution. W wywiadzie Cudi przyznał, że nagrał już kilkanaście piosenek z takimi artystami, jak Snoop Dogg, Travis Barker, Clipse, Cage i Pharrell; ponadto, stwierdził, że chciałby, aby na albumie znalazły się również utwory z Drakiem, Green Day, Kings of Leon, Robinem Thicke, The Killers i The Postal Service. W kwietniu 2010 roku Kid ogłosił, że nazwa jego drugiej płyty została zmieniona z Cudder and the Revolution of Evolution na Man on the Moon II: The Legend of Mr. Rager. Album miał premierę 9 listopada 2010 roku i zadebiutował na 3. pozycji Billboard 200, rozchodząc się w pierwszym tygodniu w 169 tysiącach kopii w Stanach Zjednoczonych. Jedynym promującym go singlem był „Erase Me”, nagrany z udziałem Kanye Westem.
Pod koniec 2010 roku Kid Cudi utworzył wraz z producentem Dot da Genius zespół rockowy Wizard. Jednak w kwietniu roku następnego Cudi ogłosił, że grupa zmieniła nazwę na 2 Be Continuum, tłumacząc to słowami: „Potrzebowałem czegoś bardziej oryginalnego, czegoś innego. Ale mimo zmiany, [zespół i jego nazwa] stanowi magię w najlepszym wydaniu.”. W listopadzie 2011 roku Cudi oznajmił, że nazwa grupy została ostatecznie zmieniona na WZRD, a jej debiutancki album ukaże się 30 stycznia 2012 roku, w dzień 28. urodzin Scotta.
Podczas koncertu w nowojorskiej Roseland Ballroom, w kwietniu 2011 roku, Cudi poinformował o nowej nazwie jego wytwórni płytowej; trzeci album studyjny artysty ukaże się nakładem Wicked Awesome Records. Według nieoficjalnych informacji, tytuł kolejnej płyty Mescudiego ma brzmieć Man on the Moon: The Ghost in the Machine, a sama seria Man on the Moon ma stanowić trylogię. Finalnie trzecia część serii Man on the Moon została wydana 11 grudnia 2020 jako Man on the Moon III: The Chosen.

## Kariera aktorska
Kid Cudi występował w jednej z głównych ról w serialu komediowym Jak to się robi w Ameryce, emitowanym przez HBO od 2010 roku. W 2014 wystąpił w filmie Need for Speed oraz w filmie Two Night Stand.

## Życie prywatne
W dniu 26 marca 2010 roku urodziła się jego córka, Vada Wamwene Mescudi. 11 czerwca 2010 roku Kid Cudi został aresztowany przez nowojorską policję pod zarzutem uszkodzenia cudzego mienia i posiadania nielegalnych substancji. Pomimo tego, kolejnego dnia artysta wystąpił bez opóźnień na festiwalu Bonnaroo w stanie Tennessee.

## Dyskografia
Albumy studyjne
- Man on the Moon: The End of Day (2009)
- Man on the Moon II: The Legend of Mr. Rager (2010)
- Indicud (2013)
- Satellite Flight: The Journey to Mother Moon (2014)
- Speedin’ Bullet to Heaven (2015)
- Passion, Pain & Demon Slayin’ (2016)
- Man on the Moon III: The Chosen (2020)(inne języki)
- Entergalactic (2022)
- INSANO (2024)
- INSANO (NITRO MEGA) (2022)

Albumy wspólne z innymi artystami
- WZRD (z Dot da Genius) (2012)
- Kids See Ghosts (z Kanye Westem) (2018)